# Перекоповский сельский совет (Роменский район)
Перекоповский сельский совет (укр. Перекопівська сільська рада) — входит в состав
Роменского района
Сумской области
Украины.
Административный центр сельского совета находится в 
с. Перекоповка
.

## Населённые пункты совета
- с. Перекоповка
- с. Бурбино
- с. Губское